# 北荆州
北荆州，中国南北朝时设置的州。
北魏置北荆州，治所在襄城郡（今河南襄城县），后废。东魏武定二年（544年）再置北荆州，治所在新城县（今河南伊川县西南），后来新城县被西魏占据，改治伊阳郡南陆浑县（今河南嵩县东北）。领三郡：新城郡、汝阴郡、伊阳郡，八县。933户，4056口。辖境相当今河南汝州市及伊川县、嵩县、汝阳县等地。北齐沿置，北周废北荆州，改为和州。